# Arzobispo de Turku

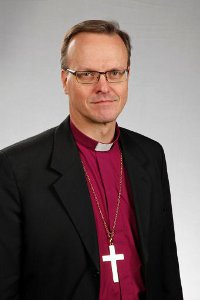
El Obispo Tapio Luoma de la diócesis de Espoo en 2013.

El Arzobispo de Turku (finés: Turun arkkipiispa), es el arzobispo de
la iglesia evangélica luterana de Finlandia. El actual arzobispo
es Tapio Luoma.
Lista de arzobispos de Turku:
- Jakob Tengström 1817-1832
- Erik Gabriel Melartin 1833-1847
- Edvard Bergenheim 1850-1884
- Torsten Thure Rhenvall 1884-1898
- Gustaf Johansson 1899-1930
- Lauri Ingman 1930-1934
- Erkki Kaila 1935-1944
- Aleksi Lehtonen 1945-1951
- Ilmari Salomies 1951-1964
- Martti Simojoki 1964-1978
- Mikko Juva 1978-1982
- John Vikström 1982-1998
- Jukka Paarma 1998-2010
- Kari Mäkinen 2010-2018
- Tapio Luoma 2018-

- Datos: Q1786819
- Multimedia: Lutheran archbishops from Finland / Q1786819